# James Duke House
 (août 2021).
La James B. Duke House est un hôtel particulier situé au 1 East 78th Street, à l'angle nord-est de la Cinquième Avenue, dans l'Upper East Side de Manhattan, à New York. La maison est l'une des grandes demeures existantes de « Billionaire's Row », la rue des gratte-ciels et des milliardaires. Il a été construit pour James Buchanan Duke, l'un des fondateurs de l'American Tobacco Company et le propriétaire de Duke Power. 
Depuis 1952, le bâtiment abrite l'Institut des beaux-arts de l'Université de New York. 

## Histoire
James Buchanan Duke a acheté le site en août 1909, et la construction a été achevée en 1912. Trois membres de la famille Duke - James B., son épouse Nanaline et leur fille Doris - y ont vécu avec leur personnel une partie de l'année. 
En janvier 1958, Nanaline et Doris Duke ont fait don du bâtiment à l'Institut des beaux-arts de l'Université de New York, après quoi l'architecte Robert Venturi a rénové le bâtiment à des fins académiques. Les principales salles de réception au rez-de-chaussée conservent bon nombre des meubles et des décorations d'origine, tandis que la bibliothèque et les bureaux de l'institut occupent désormais les huit chambres du deuxième étage et les logements des serviteurs au troisième étage. 

## Architecture
Dans la conception de la maison, l'architecte Horace Trumbauer s'est largement inspiré du projet du château Labottière de l'architecte français Etienne Laclotte, construit en 1773 au 16 rue de Tivoli à Bordeaux.  Trumbauer a copié presque totalement la baie centrale et le fronton en saillie de Laclotte; les colonnes empilées, la corniche, et la balustrade mansardée. 

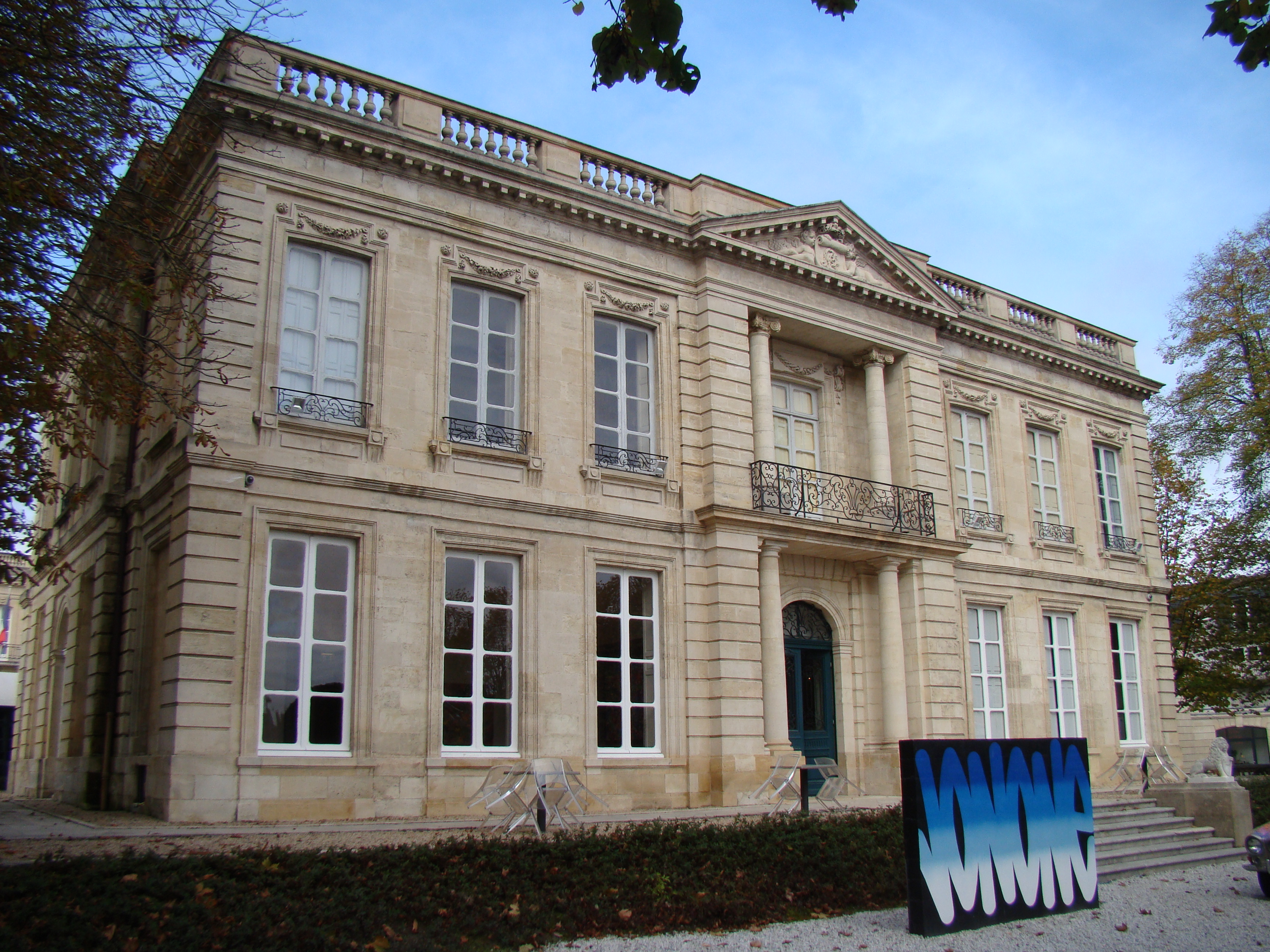
Le château Labottière de Bordeaux.
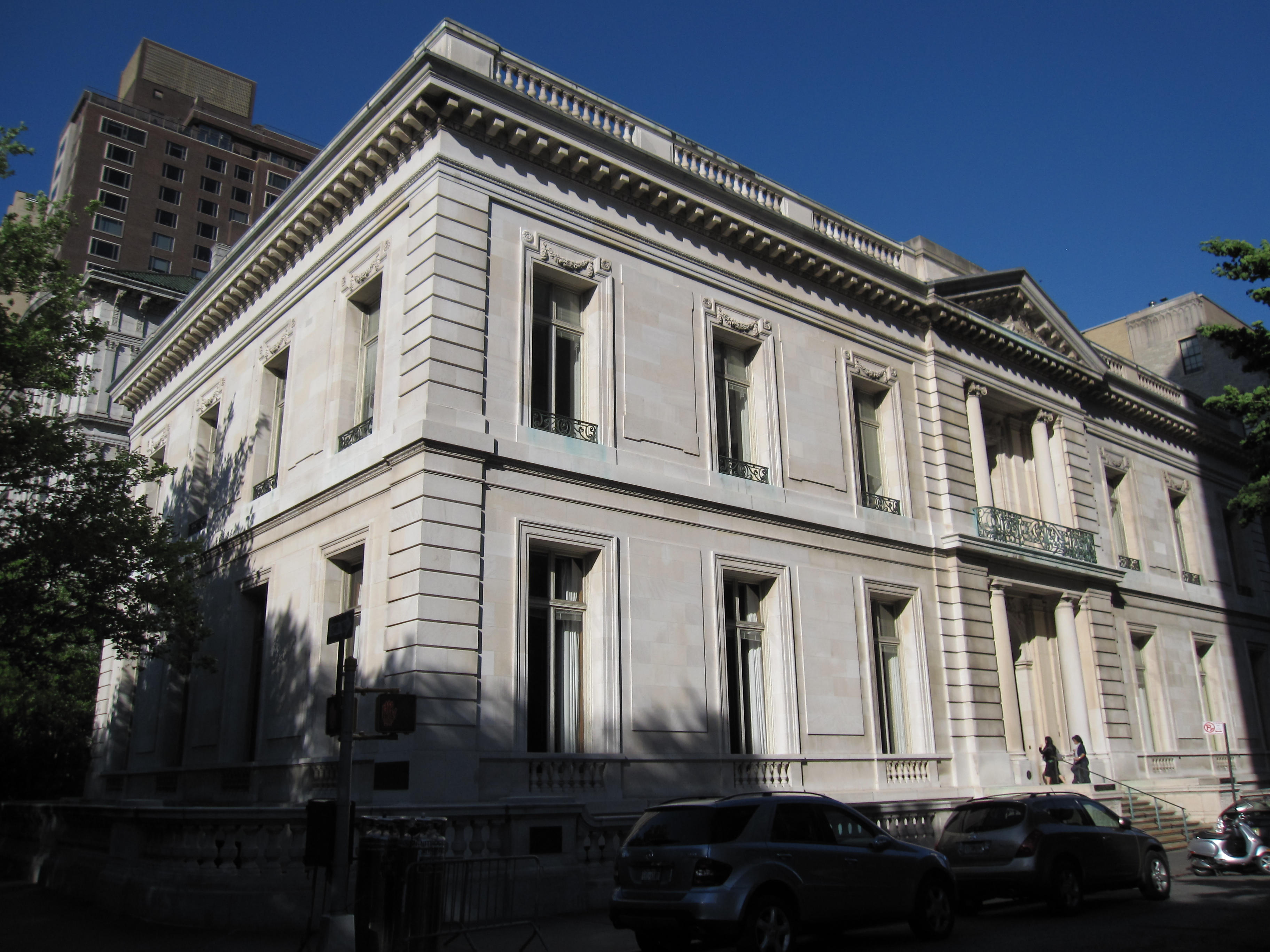
La James Duke House de New York.

## Protection
Une plaque Monuments de New York a été érigée en 1959 par le New York Community Trust. Après une audience publique tenue le 30 mars 1970, la Commission de préservation des monuments de New York a désigné la maison comme un monument le 15 septembre 1970, la qualifiant de « l'un des ornements de la Cinquième Avenue et l'un des derniers rappels de l'ère de l'élégance ». La maison a été ajoutée au registre national des lieux historiques en 1977.  

## Lieu de tournage
La maison a été utilisée comme lieu de tournage à plusieurs reprises, comme la scène des fiançailles dans le film Arthur de 1981. En mars 2007, le pilote du drame d'ABC Dirty Sexy Money y a été tourné. En 2017, des plans intérieurs du film The Greatest Showman y ont été réalisés. En 2018, des scènes du film The Goldfinch y ont également été tournées. 